# Château de la Bergerie (Dompierre-sur-Besbre)
Le château de la Bergerie est situé à Dompierre-sur-Besbre, en France.

## Localisation
Le château est situé sur  le territoire de la commune de Dompierre-sur-Besbre, dans le département de l'Allier, en  région Auvergne-Rhône-Alpes, à 3 km au nord-est du bourg, près du confluent de la Besbre et du Roudon.

## Description
Le château de la Bergerie est une demeure qui comporte un long corps de logis rectangulaire flanqué de deux tours rondes aux angles de la grande façade sud-est, alors que deux petites tours carrées à peine saillantes dominent l'autre face,.
Les communs ont été aménagés en ateliers. Une association occupe les lieux pour permettre à des personnes handicapées d'exercer une activité professionnelle et de se réinsérer dans la société,.

## Historique
Le château de la Bergerie date du XIXe siècle, il a remplacé un domaine dépendant de l'abbaye de Sept-Fons. En 1503, La Bergerie était le siège d'un fief et Claude Conchon, écuyer, est dit seigneur de La Bergerie.
Le parc est inscrit au pré-inventaire des jardins remarquables.